# Астрахов, Фёдор Михайлович
Фёдор Миха́йлович Астра́хов (10 августа 1919, Бобыльск, Тюменская область — 9 ноября 1985, Старонижестеблиевская, Краснодарский край) — полный кавалер Ордена Славы, командир стрелкового отделения 120-го гвардейского Познанского Краснознамённого ордена Александра Невского стрелкового полка 39-й гвардейской стрелковой дивизии, гвардии старшина.

## Биография
Фёдор Михайлович Астрахов родился 10 августа 1919 года в деревне Бобыльск, ныне Абатского района Тюменской области.
В ряды Красной армии призван Абатским РВК в 1938 году. Действительную службу проходил на Дальнем Востоке. Участник боёв на озере Хасан в 1938 году. С осени 1940 года проходил службу на юго-западной границе Одесского ВО. В боях Великой Отечественной войны с июня 1941 года.
Помощник командира взвода 120-го гвардейского стрелкового полка 39-й гвардейской стрелковой дивизии (8-я гвардейская армия, 1-й Белорусский фронт) гвардии сержант Астрахов Ф. М. 20 июля 1944 года переправился через реку Западный Буг и первым ворвался в населённый пункт Свеже (79 км восточнее г. Люблин, Польша). Гранатами подорвал несколько вражеских солдат, засевших в одном из домов. Захватив этот дом, огнём из автомата поддерживал продвижение наших подразделений. 7 августа 1944 года награждён Орденом Славы 3-й степени.
Командир стрелкового отделения гвардии сержант Астрахов Ф. М. 29 января 1945 года в бою за г. Познань (Польша) заменил выбывшего из строя командира взвода, лично уничтожил свыше 10-и солдат и 3-и взял в плен. 30 января 1945 года, командуя взводом, захватил дом, превращённый противником в опорный пункт, истребил находившихся там гитлеровцев. 17 февраля 1945 года награждён Орденом Славы 2-й степени.
19 апреля 1945 года, на подступах к Берлину (Германия), в 23 км северо-восточнее г. Фюрстенвальде, бойцы отделения под командованием Астрахова Ф. М., во время атаки ликвидировали 15 гитлеровцев и 12 взяли в плен. 31 мая 1945 награждён Орденом Славы 1-й степени.
Был дважды ранен: в 1941 и 1945 году.
После окончания Великой Отечественной войны Фёдор Михайлович вернулся в Бобыльск, туда, где он родился и вырос. Трудился в колхозе «Революция». С 1964 года жил в Кемеровской области, трудился на Томь-Усинской автобазе. Последние годы жил в станице Старонижестеблиевская Красноармейского района Краснодарского края. Умер 9 ноября 1985 года. Похоронен на кладбище станицы Старонижестеблиевская Красноармейского района Краснодарского края.

## Награды
- Орден Красного Знамени. Приказ Военного совета 8 гвардейской армии № 722/н от 11 июля 1945 года.
- Орден Отечественной войны I степени. Указ Президиума Верховного Совета СССР от 11 марта 1985 года.
- Орден Славы I степени (№ 589). Указ Президиума Верховного Совета СССР от 31 мая 1945 года.
- Орден Славы II степени (№ 15511). Приказ Военного совета 8 гвардейской армии № 486/н от 17 февраля 1945 года.
- Орден Славы III степени (№ 88664). Приказ командира 39 гвардейской стрелковой дивизии № 077/н от 7 августа 1944 года.
- Медаль «За отвагу». Приказ командира 120 гвардейского стрелкового полка № 35/н от 31 июля 1944 года.
- Медаль «За победу над Германией в Великой Отечественной войне 1941—1945 гг.». Указ Президиума Верховного Совета СССР от 9 мая 1945 года.
- Медаль «За взятие Берлина». Указ Президиума Верховного Совета СССР от 9 июня 1945 года.
- Другие медали СССР.